# Ратификация
Ратификация (на латински: ratificatio, от ratus – решен, утвърден + facere – правя) е процесът на придаване на юридическа сила на документ (най-честo договор) по пътя на утвърждаването му от упълномощени лица или органи на дадена държава.
Ратификацията става факт след оформяне на специален документ, наречен ратификационна грамота. Страните си обменят такива ратификационни грамоти или ги депозират (при голям брой на страните участнички).
Ратификацията се използва за придаване на юридическа сила на международен договор или на конституция на федерация или конфедерация. Тя е един от способите за изразяване на съгласие и обвързаност с договора, за което служат подпис и печат.